# تازه آباد وزير (مقاطعة ديواندرة)
تازه‌آباد وزير (بالفارسية: تازه‌آباد وزیر) هي قرية تقع في قسم قراتورة الريفي (مقاطعة ديواندرة) في إيران. يقدر عدد سكانها بـ 142 نسمة بحسب إحصاء 2016.